# Arenaria gionae
Arenaria gionae är en nejlikväxtart som beskrevs av L.-a. Gustavsson. Arenaria gionae ingår i släktet narvar, och familjen nejlikväxter. Inga underarter finns listade i Catalogue of Life.